# Nowy Kraków (Darłowo)
Nowy Kraków (deutsch Neu Krakow) ist ein kleiner Ort in der polnischen Woiwodschaft Westpommern und gehört zur Landgemeinde Darłowo (Rügenwalde) im Kreis Sławno (Schlawe).

## Geographische Lage
Nowy Kraków liegt sieben Kilometer südlich von Darłowo und achtzehn Kilometer nordwestlich der Kreisstadt Sławno an einer Nebenstraße, die die Landesstraße 37 (Karwice (Karwitz) – Darłowo) bei Słowino (Schlawin) mit Jeżyce (Altenhagen) verbindet. Bahnanschluss besteht über die Stationen Wiekowo (Alt Wiek) und Karwice an der PKP-Strecke 202 (Stargard (Stargard in Pommern) – Gdańsk (Danzig)).

## Ortsname
Neu Krakow ist im Unterschied zu der ebenfalls im Schlawer Gebiet liegenden Ortschaft Alt Krakow (heute polnisch: Stary Kraków) benannt, das ehedem nur „Krakow“ hieß. – In Polen kommt der Ortsname Nowy Kraków noch einmal in der Woiwodschaft Großpolen vor.

## Geschichte
Im Gegensatz zu Alt Krakow war vor 1945 Neu Krakow nicht bezeichnend für ein Dorf, sondern für einen Forstgutsbezirk. Am westlichen Rande der damals Staatsforst Neu Krakow genannten fast 5000 Hektar großen Waldregion lag das Forstamt, das Mitte der 1930er Jahre in Fachwerkbauweise errichtet worden war. Bereits 1828 war es staatliche Oberförsterei. Ihr unterstanden die sechs Revierförstereien: Buckow (Gemeinde See Buckow – Bukowo Morskie), Damshagen (Domasławice), Göritz (Gorzyca), Neuenhagen, Abtei (Jeżyczki) (Gemeinde Pirbstow – Przystawy), Schlawin (Słowino) und Voßhagen (Zagórzyn) (Gemeinde Damshagen – Domasławice).
Nördlich von Neu Krakow lag die Kolonie Altenhagen (Kolonia Jeżyce), die nach den Stein-Hardenbergschen-Reformen entstanden ist. Die Einwohner betrieben kleinere Landwirtschaften mit Nebenerwerbstätigkeiten im Staatsforst.
Beide Orte waren mit dem Wohnplatz Plath (Büdnerhof) vor 1945 ein Teil der Gemeinde Altenhagen (Jeżyce).
Nach 1945 erhielt die Kolonie Altenhagen zunächst die polnische Bezeichnung Nowy Kraków, die dann außerdem den polnischen Namen Kolonia Jeżyce trug. Heute heißt die Ortschaft, in der 25 Einwohner registriert sind, nur noch Nowy Kraków und gehört zur Gmina Darłowo im Powiat Sławieński der Woiwodschaft Westpommern (1975–1998 Woiwodschaft Köslin).

### Kirche
Neu Krakow gehörte vor 1945 zum evangelischen Kirchspiel Petershagen (Pęciszewko) im Kirchenkreis Rügenwalde in der Kirchenprovinz Pommern der Kirche der Altpreußischen Union. 1940 zählte es 1863 Gemeindeglieder, und der letzte deutsche Geistliche war Pfarrer Franz Schroeder.
Seit 1945 ist Nowy Kraków Teil der katholischen Pfarrei Jeżyce (Altenhagen) im Dekanat Darłowo im Bistum Köslin-Kolberg der Katholischen Kirche in Polen.

### Schule
In der Kolonie Altenhagen gab es vor 1945 eine eigene Volksschule.

## Söhne und Töchter des Ortes
- Erhard Ueckermann (1924–1996), deutscher Jagd- und Forstwissenschaftler